# Chiesa di Santa Maria Maggiore (Venezia)
La chiesa di Santa Maria Maggiore è un edificio religioso, ora sconsacrato, della città di Venezia, situato nel sestiere di Santa Croce.

## Storia
Alla sua costruzione e decorazione marmorea partecipò Tullio Lombardo dal 1500 al 1505.
Al principio dell'Ottocento la chiesa fu soppressa assieme all'annesso convento e fu spogliata di importanti dipinti che vi erano custoditi.
Il convento fu danneggiato anche nelle strutture portanti da un incendio nel 1817, per cui non fu più utilizzato fino al suo abbattimento nei primi anni del novecento ed al suo posto tra il 1920 ed il 1930 furono costruite le Carceri Giudiziarie di Venezia.